# Quentin Delapierre
Quentin Delapierre (Vannes, 12 de julio de 1992) es un deportista francés que compite en vela en la clase Nacra 17. Ganó una medalla de plata en el Campeonato Europeo de Nacra 17 de 2020.

## Palmarés internacional
| \| Campeonato Europeo \| Campeonato Europeo \| Campeonato Europeo \| Campeonato Europeo \| \| Año \| Lugar \| Medalla \| Clase \| \| ------------------ \| ------------------ \| ------------------ \| ------------------ \| \| 2020 \| Attersee (Austria) \| Medalla de plata \| Nacra 17 \| |                    |                  |          |
| Campeonato Europeo |                    |                  |          |
| Año | Lugar              | Medalla          | Clase    |
| 2020 | Attersee (Austria) | Medalla de plata | Nacra 17 |